# The Undertones
The Undertones er et nordirsk rockband, der blev dannet i Londonderry i 1974. Fra 1975 til 1983 bestod bandet af Feargal Sharkey på vokal, Damian O'Neill på leadguitar, Michael Bradley på bas, John O'Neill på rytmeguitar og Billy Doherty på trommer. Meget af musikken var inspireret af punk-rock og new wave, men de inkorporerede også elementer fra glam rock og post punk i materiale udgivet efter 1979, før de nævnte soul og Motown som inspiration på deres sidste album. Trods konflikten i Nordirland fokuserede størstedelen af bandets sange ikke så meget på den politiske spænding, men snarere på emner som ungdomsår, angst og hjertesorg.
The Undertones udgav tretten singler og fire studiealbum, før Sharkey forlod bandet i maj 1983. Årsagen til bruddet skyldtes ifølge ham musikalske forskelle mellem medlemmerne. I 1999, 16 år efter opløsningen, blev The Undertones gendannet og forsanger Sharkey blev erstattet med Paul McLoone. Bandet er fortsat det mest succesrige band fra Londonderry og er anslået til at have solgt over 120.000 plader.

## Diskografi
- The Undertones (1979)
- Hypnotised (1980)
- Positive Touch (1981)
- The Sin of Pride (1983)
- Get What You Need (2003)
- Dig Yourself Deep (2007)